# Tyrrell 020
El Tyrrell 020 era un coche de carreras de Fórmula 1 diseñado por Harvey Postlethwaite y George Ryton para Tyrrell Racing y corrió durante la temporada de 1991, toda la temporada de 1992 y la mitad de la temporada de 1993.

## Descripción general

### 1991
El 020 fue conducido por Satoru Nakajima, quien trajo consigo el contrato del motor Honda, y también por Stefano Modena. Su mejor resultado fue un segundo puesto de Módena en el Gran Premio de Canadá. Tyrrell anotó 12 puntos para terminar sexto en el Campeonato de Constructores con la mitad de los puntos anotados por el segundo de Módena en Canadá.
El monoplaza estaba propulsado por el motor Honda RA101E V10 de 690 bhp (515 kW; 700 PS) que anteriormente compitió McLaren en 1990 y fue mantenido por Mugen Motorsports, que usaría motores con la insignia Mugen-Honda el año siguiente para Footwork Arrows.

### 1992
El coche se actualizó para la temporada 1992 y se denominó 020B. Para esta temporada, el Honda V10 fue reemplazado por el motor Ilmor LH10 V10 de 680 CV (507 kW; 689 PS) y funcionó con neumáticos Goodyear. Lo conducían Olivier Grouillard y el veterano Andrea de Cesaris. El equipo solo anotó 8 puntos en la temporada pero nuevamente terminó en sexto lugar.

### 1993
El 020 volvió a ponerse en servicio durante las primeras nueve carreras de la temporada 1993. Nuevamente actualizado se llamó 020C. Por tercera vez en tres años, el coche utilizaba un motor V10, pero esta vez llevaba el Yamaha OX10A de 690 CV (515 kW; 700 CV). Fue conducido nuevamente por De Cesaris, al que se unió el piloto japonés Ukyo Katayama. Ninguno de los pilotos conseguiría un punto para el Campeonato del Mundo conduciendo el coche.
El Tyrrell 020C fue reemplazado por el 021 a mediados de la temporada 1993.

## Patrocinio y livery

### 1991
Durante la prueba de pretemporada, el 020 lució una decoración similar a la de su predecesor. Después de no poder negociar el patrocinio de una marca de tabaco, Braun fue elegido patrocinador principal del equipo. El coche está pintado con imprimación de color gris con gráficos blancos y telas a rayas rojas.

### 1992
Después de perder al patrocinador principal antes mencionado, se cambió la decoración. El coche estaba pintado en color base blanco y azul oscuro. Retener patrocinadores, incluidos Nippon Shinpan y Calbee. Eurosport se unió como patrocinador menor.

### 1993
La livery recibió otros cambios. Esta vez, el coche estaba pintado con el mismo color base blanco con livery roja y azul. La tabacalera japonesa Cabin se unió como patrocinador principal del equipo. En los Grandes Premios que no permitían la marca del tabaco, el texto se leía como "Espíritu de desafío en la F1". Esta livery sería mantenida por su sucesor.

## Resultados
(Clave) (negrita indica pole position) (cursiva indica vuelta rápida)

| Año     | Chasis       | Motor      | Neu. | N.º | Pilotos            | 1   | 2   | 3   | 4   | 5   | 6   | 7   | 8   | 9   | 10  | 11  | 12  | 13  | 14  | 15  | 16  | Puntos | Pos. |
| ------- | ------------ | ---------- | ---- | --- | ------------------ | --- | --- | --- | --- | --- | --- | --- | --- | --- | --- | --- | --- | --- | --- | --- | --- | ------ | ---- |
| 1991    | Tyrrell 020  | Honda V10  | P    |     |                    | USA | BRA | SMR | MON | CAN | MEX | FRA | GBR | GER | HUN | BEL | ITA | POR | ESP | JPN | AUS | 12     | 6.º  |
| 1991    | Tyrrell 020  | Honda V10  | P    | 3   | Satoru Nakajima    | 5   | Ret | Ret | Ret | 10  | 12  | Ret | 8   | Ret | 15  | Ret | Ret | 13  | 17  | Ret | Ret | 12     | 6.º  |
| 1991    | Tyrrell 020  | Honda V10  | P    | 4   | Stefano Modena     | 4   | Ret | Ret | Ret | 2   | 11  | Ret | 7   | 13  | 12  | Ret | Ret | Ret | 16  | 6   | 10  | 12     | 6.º  |
| 1992    | Tyrrell 020B | Ilmor V10  | G    |     |                    | RSA | MEX | BRA | ESP | SMR | MON | CAN | FRA | GBR | GER | HUN | BEL | ITA | POR | JPN | AUS | 8      | 6.º  |
| 1992    | Tyrrell 020B | Ilmor V10  | G    | 3   | Olivier Grouillard | Ret | Ret | Ret | Ret | 8   | Ret | 12  | 11  | 11  | Ret | Ret | Ret | Ret | Ret | Ret | Ret | 8      | 6.º  |
| 1992    | Tyrrell 020B | Ilmor V10  | G    | 4   | Andrea de Cesaris  | Ret | 5   | Ret | Ret | 14  | Ret | 5   | Ret | Ret | Ret | 8   | 8   | 6   | 9   | 4   | Ret | 8      | 6.º  |
| 1993    | Tyrrell 020C | Yamaha V10 | G    |     |                    | RSA | BRA | EUR | SMR | ESP | MON | CAN | FRA | GBR | GER | HUN | BEL | ITA | POR | JPN | AUS | 0      | NC   |
| 1993    | Tyrrell 020C | Yamaha V10 | G    | 3   | Ukyō Katayama      | Ret | Ret | Ret | Ret | Ret | Ret | 17  | Ret | 13  |     |     |     |     |     |     |     | 0      | NC   |
| 1993    | Tyrrell 020C | Yamaha V10 | G    | 4   | Andrea de Cesaris  | Ret | Ret | Ret | Ret | DSQ | 10  | Ret | 15  |     |     |     |     |     |     |     |     | 0      | NC   |
| Fuente: |              |            |      |     |                    |     |     |     |     |     |     |     |     |     |     |     |     |     |     |     |     |        |      |